# Louis Hudson
Henry Dewey Louis „Lou“ Hudson (16. května 1898, Thamesville, Ontario – 24. června 1975, Ontario) byl kanadský hokejový útočník.
V roce 1928 byl členem Kanadského hokejového týmu, který získal zlatou medaili na zimních olympijských hrách.

## Statistiky

### Reprezentační statistiky
| 1928 | Kanada | OH | 3 | 4 | 0 | 4 | — |